# Lucerne, Wyoming
Lucerne är en ort (census-designated place) i Hot Springs County i centrala delen av den amerikanska delstaten Wyoming, belägen omkring 5 kilometer norr om countyts huvudort Thermopolis, vid Bighorn River. Befolkningen uppgick till 535 invånare vid 2010 års federala folkräkning.
Genom orten går den federala landsvägen U.S. Route 20.